# همای‌نامه
همای‌نامه حماسهای است به زبان فارسی. چنان‌که در فشردهٔ داستان این اثر دیده می‌شود، همهٔ مایه‌های یک حماسی در این منظومه فراهم آمده‌است. نبرد با زن جادو و کشتن اژدها و شیر و دد از سوی هْمای، پهلوان داستان. نکتهٔ برگزیدهٔ این سروده، بازنمودن سیمای زنی پاک و دلیر و فرزانه‌است، گُلِ کامکار، دختر شادشام. او از مردان رویگردان است، ولی سرانجام دل به هْمای می‌بندد.
آن‌گاه که گُلِ کامکار، آهنگ پیوند با هْمای می‌کند، نبردهایی پیش می‌آید. آرایش‌های گوناگونی از شیوه نبرد و درگیری با زن جادو و با جهودگردی نابکار باز نموده می‌شود. ستیز با شیر و ببر و دد نیز از چاشنی‌های داستان است.
متن این منظومه که در ۴۳۳۲ بیت است، از دید دارا بودن واژگان فارسی نمونه‌وار و چشم‌گیر است.